# الرجل العظيم (فلم)
الرجل العظيم (بالإنجليزية: The Great Man) فيلم دراما أمريكي صدر عام 1956، أخرجه خوسيه فيرير، ومقتبس من رواية للروائي آل مورغان.

## روابط خارجية
- مقالات تستعمل روابط فنية بلا صلة مع ويكي بيانات